# Mordella festiva
Mordella festiva es una especie de coleóptero de la familia Mordellidae.

## Distribución geográfica
Habita en el sur de Australia.